# アレクセイ・ハサノフ
アレクセイ・ハサノフ（ロシア語: Алексей Хасанов、1977年6月6日 - 2022年3月5日）は、ロシアの航空宇宙軍軍人、パイロット。第31戦闘機航空連隊の副司令官。ロシア航空宇宙軍のSu-30SMを操縦した。ウクライナ侵略戦争に従軍中の2022年3月5日、ウクライナ国民やインフラに対する空爆という戦争犯罪を遂行中に死亡した。